# Otomops
Otomops (Thomas, 1913) è un genere di pipistrelli della famiglia dei Molossidi.

## Descrizione

### Dimensioni
Al genere Otomops appartengono pipistrelli di piccole e grandi dimensioni, con lunghezza della testa e del corpo tra 60 e 103 mm, la lunghezza dell'avambraccio tra 49 e 70 mm, la lunghezza della coda tra 30 e 50 mm e un peso fino a 36 g.

### Caratteristiche craniche e dentarie
Il cranio è lungo con il rostro e la scatola cranica allo stesso livello. La bolla timpanica è relativamente grande. Il primo premolare superiore è molto piccolo e disposto nell'ampio spazio tra il canino ed il secondo grosso premolare. Il terzo molare superiore presenta una disposizioni delle cuspidi a N.

Sono caratterizzati dalla seguente formula dentaria:

### Aspetto
La pelliccia è generalmente corta. Il colore del corpo varia dal bruno-rossastro al marrone scuro. È spesso presente una banda più chiara sulle spalle. Il muso è lungo e rivolto all'insù, il labbro superiore è espansibile e ricoperto di minuscole pliche cutanee ma non di setole. Le orecchie sono molto grandi, ovali, unite lungo la parte superiore del muso e lungo il margine anteriore, dove sono talvolta presenti delle piccole papille cornee. Il trago e l'antitrago sono rudimentali o assenti. Una sacca ghiandolare è talvolta presente sulla parte più bassa della gola. Le ali sono lunghe, strette ed attaccate posteriormente ben al disopra delle caviglie. La coda è relativamente lunga, tozza e si estende oltre l'uropatagio.

## Distribuzione
Il genere è diffuso nell'Africa subsahariana, Madagascar, India, Indonesia e Nuova Guinea.

## Tassonomia
Il genere comprende 8 specie.
- Otomops formosus
- Otomops harrisoni
- Otomops johnstonei
- Otomops madagascariensis
- Otomops martiensseni
- Otomops papuensis
- Otomops secundus
- Otomops wroughtoni

Una specie ancora non descritta è presente nelle isole filippine di Luzon e Mindanao.